# Asia-Pacific Network Information Centre
Asia-Pacific Network Information Center (APNIC) (укр. Азіатсько-Тихоокеанський мережевий інформаційний центр) — один із п'яти регіональних інтернет-реєстраторів (Regional Internet Registries, RIRs), що виконують розподілення
інтернет-ресурсів, а також пов'язану з цим реєстрацію і координацію діяльності, що направлена на глобальну підтримку функціонування Інтернету.
APNIC — некомерційна організація, створена для адміністративного керування мережею Інтернет і реєстрації (виділення) IP-адрес в Азійсько-Тихоокеанскому регіоні.
В квітні 2011 році вичерпав імена в просторі доменних імен протоколу TCP/IP v. 4.